# 14831 Gentileschi
14831 Gentileschi (1987 BS1) là một tiểu hành tinh vành đai chính được phát hiện ngày 22 tháng 1 năm 1987 bởi E. W. Elst ở Đài thiên văn Nam Âu.